# 虹梅路街道
虹梅路街道是中国上海市徐汇区下辖的一个街道，依据《上海市漕河泾新兴技术开发区暂行条例》第十四条第二款成立。管辖区域与漕河泾新兴技术开发区重合，面积5.98平方公里（不含古美、东兰居民区），户籍人口2.11万人（2024年）。

## 沿革
1990年4月，根据1988年6月7日国务院批准成立漕河泾新兴技术开发区的批文，上海市人民代表大会常务委员会通过了《上海市漕河泾新兴技术开发区暂行条例》，通过立法的形式确立漕河泾开发区的法律地位，并规定徐汇区应在漕河泾开发区设置街道办事处，此即虹梅路街道。
1992年，为避免和上海县出现土地共管问题，虹南、虹星、星联村划入正式划入徐汇区虹梅路街道。

## 行政区划
虹梅路街道下辖星联居委会、钦北居委会、桂林苑居委会、虹南居委会、虹星居委会、航天新苑居委会、怡桂苑居委会、乔家塘居委会、高家浜居委会、永兆居委会，并代管闵行区古美路街道古美路第一居委会、古美路第二居委会、古美路第三居委会、古美路第四居委会、东兰路居委会。